# Asturisk (sprog)
Asturisk er et iberoromansk sprog nært beslægtet med llionsk. Asturisk tales af omkring 100.000(2015) i den spanske autonome region Asturien.